# Đồ họa giáo dục
Đồ họa giáo dục là phương pháp trình bày các thông tin giáo dục một cách trực quan bằng đồ họa, nhằm mục đích đơn giản hóa các nội dung về văn hóa-xã hội, về những thứ liên quan đến truyền thông, tuyên truyền hay các nội dung về ngôn ngữ... Việc sử dụng nội dung trực quan dồi dào, phong phú sẽ cải thiện nhận thức, bởi nội hàm người học được nâng cao hơn khi kết hợp những tín hiệu dựa trên cả văn bản và hình ảnh.
Đồ họa giáo dục đã tồn tại từ khi học thủ công và bắt đầu được sử dụng trong các trường phổ thông và đại học.